# Peter Müller (Politiker, 1873)

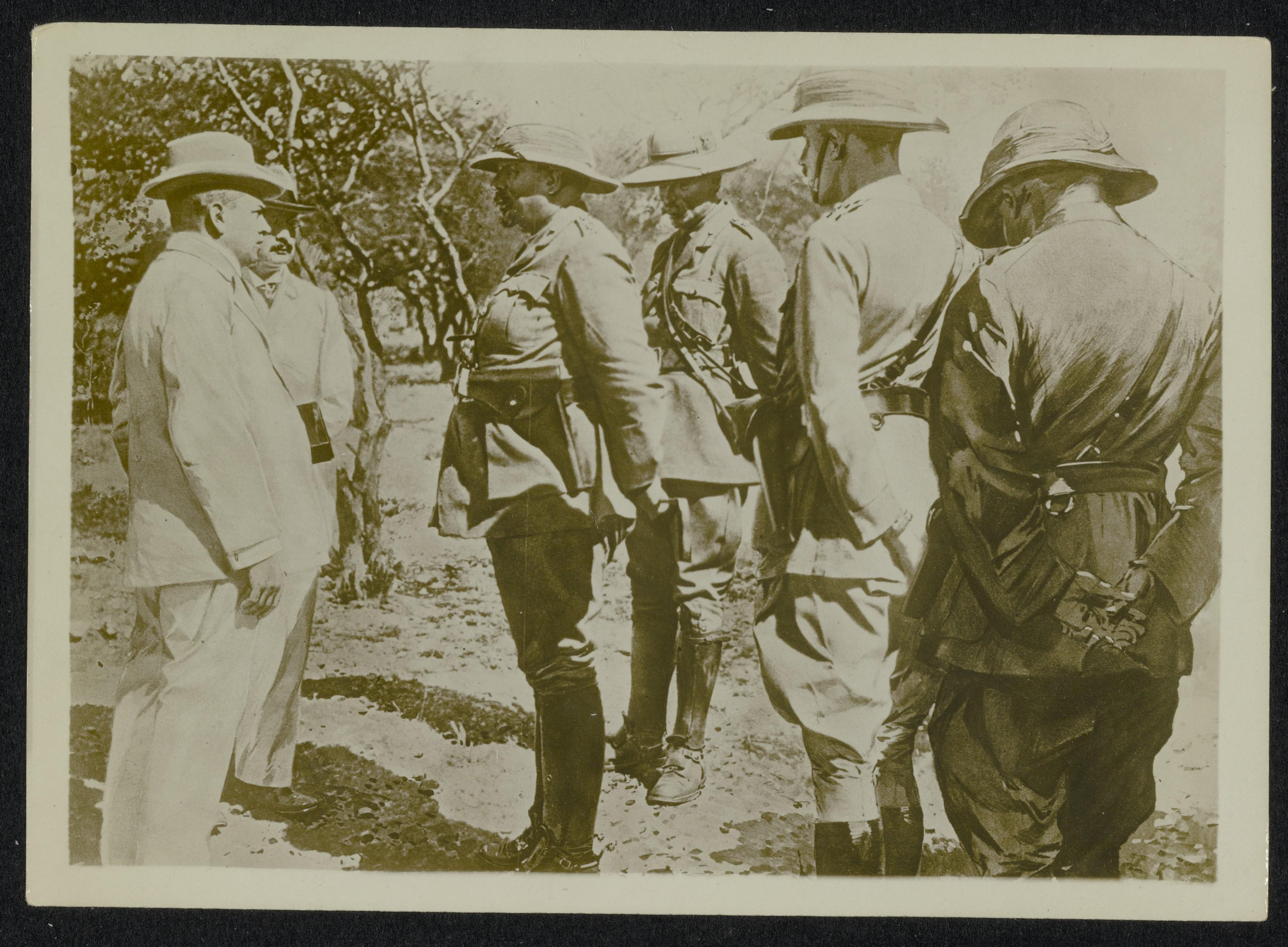
Müller, Louis Botha und Jan Smuts (Mai 1915)

Peter Müller (* 28. November 1873 in Bremen; † 13. Oktober 1934 in Swakopmund) war ein deutscher Kaufmann, Politiker und Bürgermeister von Windhoek. 

## Leben
1897 wanderte Peter Müller nach Windhoek in Deutsch-Südwestafrika aus und lebte dort als Kaufmann. Im Jahr 1909 wurde auf seine Anregung hin die Handelskammer Windhuk gegründet. Dieser stand er als Vorsitzender 25 Jahre lang vor.
Am 1. Juli 1913 wurde Peter Müller Nachfolger von Gustav Voigts als ehrenamtlicher Bürgermeister von Windhoek. Am 12. Mai 1915 musste Müller die Stadt an den südafrikanischen General Louis Botha übergeben, nachdem Botha die Burenrebellion in Deutsch-Südwestafrika niedergeschlagen und den Feldzug gegen Südwestafrika selbst angeführt hatte, der hier zur Kapitulation der deutschen Truppen 1915 führte. Am 9. Juli 1920 wurde er erneut zum Bürgermeister gewählt. Bei den Wahlen zur South West African Legislative Assembly 1926 wurde er in die Vertretung gewählt.
Müller war Namensgeber der Peter-Müller-Straße mit Christuskirche in Windhoek, heute Fidel Castro Street. Seit 2013 ist erneut eine Straße in Windhoek nach ihm benannt (östlich der Maerua Mall; 22° 35′ 4,5″ S, 17° 5′ 45,5″ O).